# Onde sphérique
Pour les articles homonymes, voir onde (homonymie).

Propagation d'ondes sphériques de pression dans un fluide.

Une onde sphérique est une onde dont les fronts d'onde sont des sphères. Dans un milieu transparent, homogène et isotrope, la propagation de l'onde est donnée par l'équation d'onde en coordonnées sphériques :
{\displaystyle {\frac {\partial ^{2}s}{\partial r^{2}}}+{\frac {2}{r}}{\frac {\partial s}{\partial r}}={\frac {k^{2}}{\omega ^{2}}}{\frac {\partial ^{2}s}{\partial t^{2}}}.}
où :
- r est la distance à un pôle ;
- t, le temps ;
- s(r, t), la fonction d'onde;
- k, le nombre d'onde ;
- ω la pulsation[1].
- Avec: {\displaystyle c^{2}={\frac {\omega ^{2}}{k^{2}}}.}

## Solutions

L'intensité d'une onde sphérique est proportionelle à. Elle est donc divisée par quatre lorsque le rayon du front d'onde double.

La solution harmonique est l'onde monochromatique
{\displaystyle s(r,t)={\frac {s_{0}}{r}}\ \cos(kr-\omega t+\varphi ),}
où
- s0 une constante ;
- φ la phase[1].

Dans le cas général, l'amplitude s'écrit comme composée d'ondes monochromatiques :
{\displaystyle s(r,t)={\frac {1}{r}}\int _{0}^{+\infty }s_{0}(\omega )\ \cos(k(\omega )r-\omega t+\varphi (\omega ))\ d\omega .}
où
- k(ω) est la relation de dispersion ;
- s0(ω), a(ω) et φ(ω) des constantes.[réf. nécessaire]

L'intensité s2 suit une loi en 1/r2.[réf. nécessaire] Elle est donc divisée par quatre lorsque le rayon double.